# Nell Carter
Nell Carter (13 de septiembre de 1948 – 23 de enero de 2003) fue una cantante y actriz estadounidense, premiada con un Premio Tony por su actuación en el musical Ain't Misbehavin' , y con un Premio Emmy por su papel en la adaptación televisiva de dicha obra.
También fue conocida por actuar entre 1981 y 1987 en la sitcom de la NBC Gimme a Break!, producción que le valió dos nominaciones al Premio Emmy y otras dos a los Premios Globo de Oro.

## Primeros años
Su nombre completo era Nell Ruth Hardy, y nació en Birmingham, Alabama, una entre los nueve hijos de Horace y Edna Mae Hardy. Cuando ella tenía dos años de edad, su padre falleció electrocutado en un accidente.
Siendo niña, empezó a cantar en un show de música góspel de una radio local, y fue miembro del coro de una iglesia. A los 16 años, fue violada a punta de pistola y quedó embarazada, dando a luz una niña, Tracey, que fue criada por su tía. A los 19 años dejó Birmingham y fue a vivir a Nueva York, cambiando su apellido por Carter. En dicha ciudad estuvo cantando en cafés hasta conseguir su primer papel en el circuito de Broadway en 1971.

## Carrera
Su debut en Broadway en 1971 tuvo lugar con la ópera rock Soon, la cual duró únicamente tres representaciones. En 1974 fue directora musical de la producción del Colectivo Feminista Westbeth Playwrights What Time of Night It Is. Ese mismo año Carter actuó junto a Bette Davis en el musical teatral Miss Moffat, basado en un film previo de Davis, The Corn Is Green. 
Carter llegó al estrellato gracias al musical Ain't Misbehavin' , gracias al cual consiguió un Premio Tony en 1978. Por el mismo papel ganó un Premio Emmy en la versión televisiva emitida en 1982. Otras de las destacadas producciones en las que participó en Broadway fueron Dude y Annie. Además, en 1979 participó en la adaptación al cine que Miloš Forman rodó del musical Hair, destacando su interpretación del tema "White Boys".
En 1978, Carter fue elegida para actuar como Effie White en el musical de Broadway Dreamgirls, pero abandonó la producción antes de representarse para hacer un papel televisivo en la serie de la ABC Ryan's Hope, rodada en Nueva York. Cuando Dreamgirls se estrenó en 1981, Jennifer Holliday había tomado su papel. Carter también hizo un papel televisivo en Las desventuras del Sheriff Lobo, antes de conseguir un trabajo estable en la serie  Gimme a Break!, por la cual fue nominada a los Premios Globo de Oro y a los Premios Emmy. El show se emitió entre 1981 y 1987.
Un par de años después de Gimme a Break!, Carter inició un nuevo proyecto televisivo. En 1989 rodó un episodio piloto para la NBC titulado Morton's By the Bay, el cual se emitió en mayo de ese año, y en el que trabajaban Alan Ruck y Jann Karam. En octubre del mismo año interpretó el himno "The Star-Spangled Banner" durante la 1989 World Series llevada a cabo en Candlestick Park, en San Francisco (California).
Al siguiente año, Carter protagonizó la comedia de la CBS You Take the Kids. La serie obtuvo poca audiencia y críticas negativas, y únicamente se emitió entre diciembre de 1990 y enero de 1991. En los primeros años 1990, Carter actuó en filmes de bajo presupuesto, especiales televisivos, y concursos como Match Game '90 y To Tell the Truth, y entre 1993 y 1995 fue una de las protagonistas de Hangin' with Mr. Cooper.
A mediados de la década actuó en Broadway en una reposición de Annie, encarnando a Miss Hannigan. Se sintió muy ofendida cuando los anuncios que promocionaban el show utilizaron a otra actriz, Marcia Lewis, una intérprete blanca, para encarnar a Miss Hannigan. Los productores aducían que los anuncios fueron hechos durante una producción anterior, y que era costoso volver a rodarlos. Carter afirmaba que el racismo formaba parte de la decisión. Carter fue posteriormente reemplazada por Sally Struthers. 
En 2001 actuó como una estrella invitada en el episodio piloto del nuevo show de WB Television Network Reba, haciendo otras tres actuaciones durante la primera temporada del programa. Al año siguiente tuvo dos interpretaciones en la serie Ally McBeal, y en 2003 ensayó para una producción del musical Raisin, adaptación de A Raisin in the Sun, en Long Beach (California), y rodó una película, Swing. La última actuación de Carter para la pantalla llegó con la comedia Back by Midnight, estrenada en 2005, dos años después de su muerte.

## Vida personal
Tras el inicio de Gimme a Break!, la vida de Carter tomó un turbulento rumbo. En los inicios de los años 1980 intentó suicidarse, y en 1985 entró en un centro para la desintoxicación de drogas. Además, en 1989 su hermano, Bernard, falleció a causa del SIDA.
Carter se casó con el matemático y empresario maderero George Krynicki, y se convirtió al judaísmo en 1982.
Carter tuvo tres hijos: una niña, Tracy, y dos niños, Daniel y Joshua, los dos últimos adoptados. En 1992 Carter fue sometida a cirugía para tratar dos aneurismas, y ese mismo año se divorció de Krynicki y se casó con Roger Larocque, del cual se divorció al siguiente año. Carter hubo de declararse en bancarrota en dos ocasiones, en 1995 y en 2002.
Superviviente de dos aneurismas cerebrales, Carter falleció en 2003, a los 54 años de edad, en Beverly Hills, California, a causa de una enfermedad cardiaca relacionada con una diabetes. Le sobrevivieron su compañera, Ann Kaser, y sus tres hijos. Fue enterrada en el Cementerio Hillside Memorial Park de Culver City, California.

## Trabajo teatral
- Soon (1971) (Broadway)
- Ifigenia (1971) (Off-Broadway)
- Dude (1972) (Broadway)
- The Corn Is Green (1974)
- Be Kind to People Week (1975) (Off-Broadway)
- Tom Eyen's Dirtiest Musical (1975) (Off-Broadway)
- Don't Bother Me, I Can't Cope (1976) (San Francisco)
- Ain't Misbehavin' (1978) (Manhattan Theatre Club, Broadway y gira estadounidense)
- Dreamgirls (1979)
- Black Broadway (1979) (Avery Fisher Hall)
- Black Broadway (1980) (The Town Hall)}
- Ain't Misbehavin' (1988) (Broadway)
- Annie (1997) (Broadway y gira estadounidense)
- South Pacific (2001) (Pittsburgh Civic Light Opera)
- Los monólogos de la vagina' (2001) (Madison Square Garden)

## Filmografía
| Año       | Título                             | Papel                     | Observaciones                              |
| --------- | ---------------------------------- | ------------------------- | ------------------------------------------ |
| 1978      | Cindy                              | Olive                     | Telefilm                                   |
| 1979      | Ryan's Hope                        | Ethel Green               | 11 episodios                               |
| 1979      | Hair                               | Ain't Got No/White Boys   |                                            |
| 1980–1981 | Las desventuras del Sheriff Lobo   | Sgt. Hildy Jones          | 15 episodios                               |
| 1981      | Dos hacia California               | Camarera                  | Otro título: Love with a Sinner            |
| 1981      | Modern Problems                    | Dorita                    |                                            |
| 1981–1987 | Gimme a Break!                     | Nellie Ruth 'Nell' Harper | 137 episodios                              |
| 1982      | The Billy Crystal Comedy Hour      |                           | Episodio #1.3                              |
| 1986      | Amen                               | Bess Richards             | Episodio: "The Courtship of Bess Richards" |
| 1989      | 227                                | Beverly Morris            | Episodio: "Take My Diva... Please"         |
| 1990–1991 | You Take the Kids                  | Nell Kirkland             | 6 episodios                                |
| 1992      | Maid for Each Other                | Jasmine Jones             | Telefilm                                   |
| 1992      | Final Shot: The Hank Gathers Story | Lucille Gathers           | Telefilm                                   |
| 1992      | Jake and the Fatman                | Ethel Mae Haven           | Episodio: "Ain't Misbehavin'"              |
| 1992      | Bébé's Kids                        | Vivian                    | Voz                                        |
| 1993–1995 | Hangin' with Mr. Cooper            | P.J. Moore                | 42 episodios                               |
| 1995      | The Crazysitter                    | La celadora               |                                            |
| 1995      | The Grass Harp                     | Catherine Creek           |                                            |
| 1995–1997 | Spider-Man                         | Glory Grant               | 2 episodios                                |
| 1996      | Can't Hurry Love                   | Mrs. Bradstock            | Episodio: "The Rent Strike"                |
| 1996      | The Proprietor                     | Millie Jackson            |                                            |
| 1997      | The Blues Brothers Animated Series | Betty Smythe (Voz)        | Episodio: "Strange Death of Betty Smythe"  |
| 1997      | Brotherly Love                     | Nell Bascombe             | Episodio: "Paging Nell"                    |
| 1997      | Sparks                             | Barbara Rogers            | Episodio: "Hoop Schemes"                   |
| 1997      | Fakin' da Funk                     | Claire                    |                                            |
| 1999      | Special Delivery                   |                           |                                            |
| 1999      | We Wish You a Merry Christmas      | Mrs. Claus (Voz)          | Videojuego                                 |
| 1999      | Follow Your Heart                  | Conductora de autobús     |                                            |
| 1999      | Sealed with a Kiss                 | Mrs. Wheatley             | Telefilm                                   |
| 2001      | Las pistas de Blue                 | Madre naturaleza          | Episodio: "Environments"                   |
| 2001      | Touched by an Angel                | Cynthia Winslow           | 2 episodios                                |
| 2001      | Seven Days                         | Lucy                      | Episodio: "Live: From Death Row"           |
| 2001      | Perfect Fit                        | Mrs. Gordy                |                                            |
| 2001      | Reba                               | Dr. Susan Peters          | 3 episodios                                |
| 2002      | Ally McBeal                        | Harriet Pumple            | 2 episodios                                |
| 2003      | Swing                              | Juan Gallardo             |                                            |
| 2005      | Back by Midnight                   | Camarera                  | Estrenada a título póstumo                 |

## Premios
| Año  | Premio                 | Categoría                                              | Título del trabajo |
| ---- | ---------------------- | ------------------------------------------------------ | ------------------ |
| 1978 | Premio Drama Desk      | Premio Drama Desk a la mejor actriz en un Musical      | Ain't Misbehavin'  |
| 1978 | Premio Theatre World   |                                                        | Ain't Misbehavin'  |
| 1978 | Premios Tony           | Premio Tony a la mejor actriz de reparto en un musical | Ain't Misbehavin'  |
| 1982 | Premios Primetime Emmy |                                                        | Ain't Misbehavin'  |